# Aeroportul Linden
Aeroportul Linden (IATA: LDJ, ICAO: KLDJ, FAA LID: LDJ) este un aeroport din New Jersey, Statele Unite ale Americii ce deservește zona Linden⁠(d). A fost numit după zona deservită.
Situat la o altitudine de 7 m, aeroportul dispune de 1 pistă.

## Infrastructură

### Piste
Aeroportul dispune de o singură pistă. Pista 09/27 are suprafața de asfalt și dimensiunile 4.140 picioare × 100 picioare. 